# La Actualidad Española
La revista La Actualidad Española fue un semanario creado por el Opus Dei, de gran difusión durante sus veinticinco años de vida, de 1952 a 1977. De tendencia conservadora, fue "un referente de la adaptación al cambio social y a los gustos del público conservador reformista de los últimos años del viejo régimen y los primeros de la democracia".
Fue fundada por Florentino Pérez Embid, cuando era máximo responsable de la censura durante el franquismo. En sus orígenes fue dirigida por José María Zuloaga (1952-57), posteriormente por el Marqués de Guadalcanal, Antonio Fontán. Y en 1959 lo sustituyó el periodista José Luis Cebrián. Entre otros reporteros que pasaron por la publicación, destaca Jesús Hermida.   
El primer número salió a la venta el 12 de enero de 1952, al precio de cinco pesetas. La portada estaba dedicada al obispo croata Spinac, un opositor ideológico de Josip Broz Tito.  
Estuvo editada por el conglomerado SARPE, Sociedad Anónima de Revistas, Periódicos y Ediciones (1951-1985), empresa controlada por destacadas personalidades ligadas al Opus Dei y tecnócratas liberales como Alberto Ullastres, Antonio Fontán y Luis Valls Taberner. 